# کتابخانه عمومی دنور

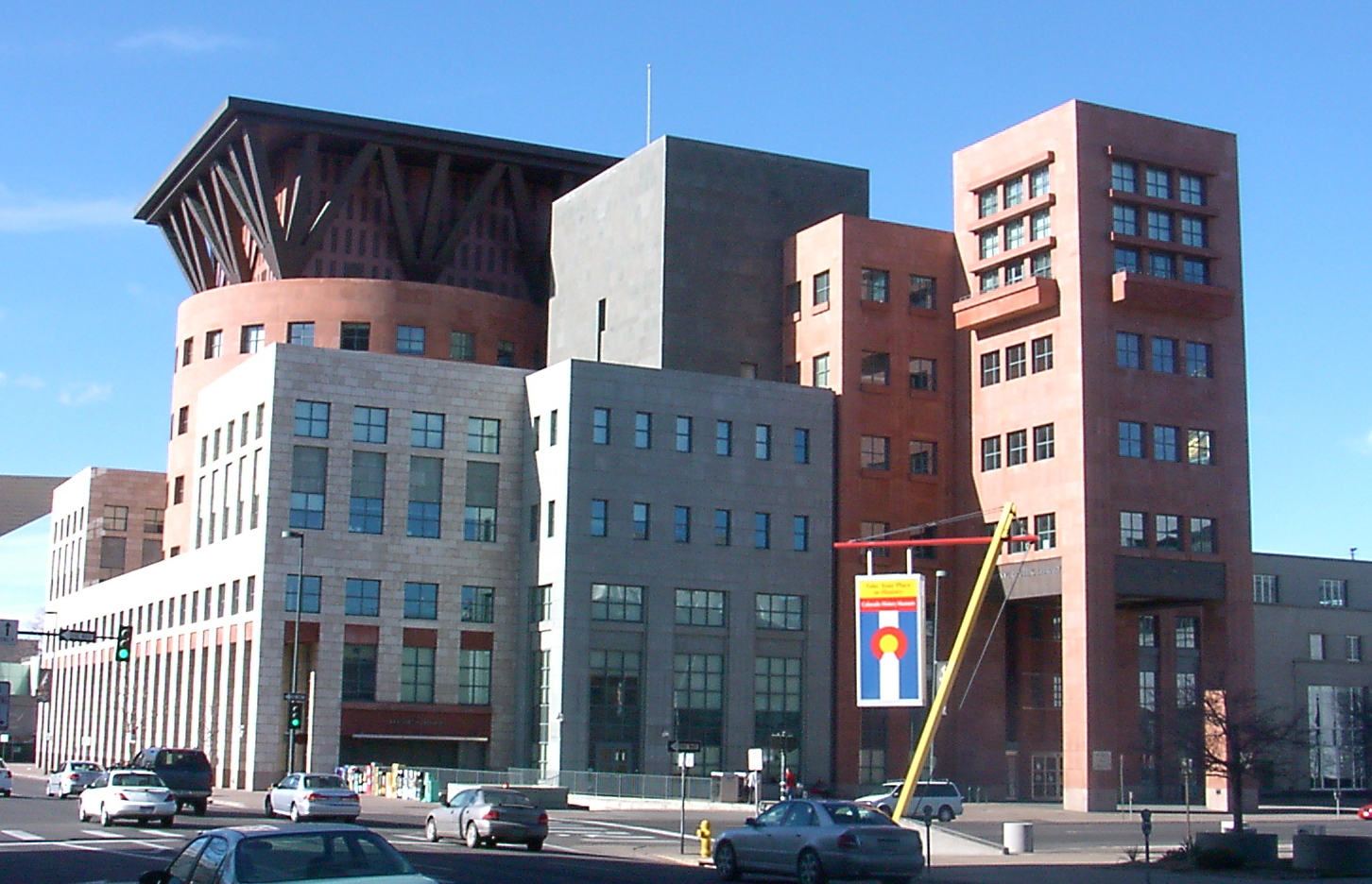

کتابخانه عمومی دنور (به انگلیسی: Denver Public Library) تأسیس ۱۸۸۹ سامانه کتابخانه عمومی شهر دنور است.
این سیستم کتابخانه بیش از دو میلیون و نیم عنوان کتاب و دارای ۲۳ شعبه است.
معمار بنای مرکزی این کتابخانه مایکل گریوز است.